# LRTプンゴル線
LRTプンゴル線（英語 : Punggol LRT Line）は、シンガポールのSBSトランジットが運営する新交通システム、ライト・レール・トランジットの路線である。

## 概要
MRT北東線の乗り換え駅であるPTCプンゴル駅を中心に、8の字の路線となっている。全駅が開業しているのは東環状線のみで、西環状線の一部の駅は沿線開発がなされていないため未開業である。営業線ではないがセンカン線への短絡線がある（センカン車両基地への回送用）。

## 沿革
- 2005年1月29日 - プンゴル東環状線が部分開業。単方向で運転開始[1]
  - PTCプンゴル駅、PE1コーヴ駅 - PE5カダロール駅開業
- 2007年6月15日 - PE6オアシス駅開業[2]
- 2011年6月20日 - PE7ダマイ駅開業により東環状線全面開業。終日双方向運転開始[3]
- 2014年6月29日 - プンゴル西環状線が部分開業。単方向運転開始[4]
  - PW5ニボン駅、PW6スマン駅、PW7ソー・テック駅開業
- 2016年2月29日 - PW1サム・ケー駅開業[5]
- 2016年12月29日 - PW3プンゴル・ホイント駅開業[6]
- 2017年3月31日 - PW4サムデラ駅開業[7]

## 運転
無人自動運転が行われていて、東環状線は終日双方向で運転されている。西環状線は単方向(始発から午後3時まではPTC→PW7、午後3時以降はPTC→PW1)での運転となっている。
- 運転時間：05時24分 - 00時46分
- 運転間隔：ピーク時4分間隔、オフピーク時6分間隔

## 車両
- 三菱重工業が海外輸出用に独自開発したクリスタルムーバーを使用している。

## 改良計画
2012年10月31日にシンガポール陸上交通庁（LTA）は2016年にセンカン線とプンゴル線で2両編成での運転を開始し、車両も16両増備して57両とすると発表した。これにより一度に2倍の乗客が乗れるようになる。合わせて信号設備や通信システムの増強も行われる。

## 駅一覧

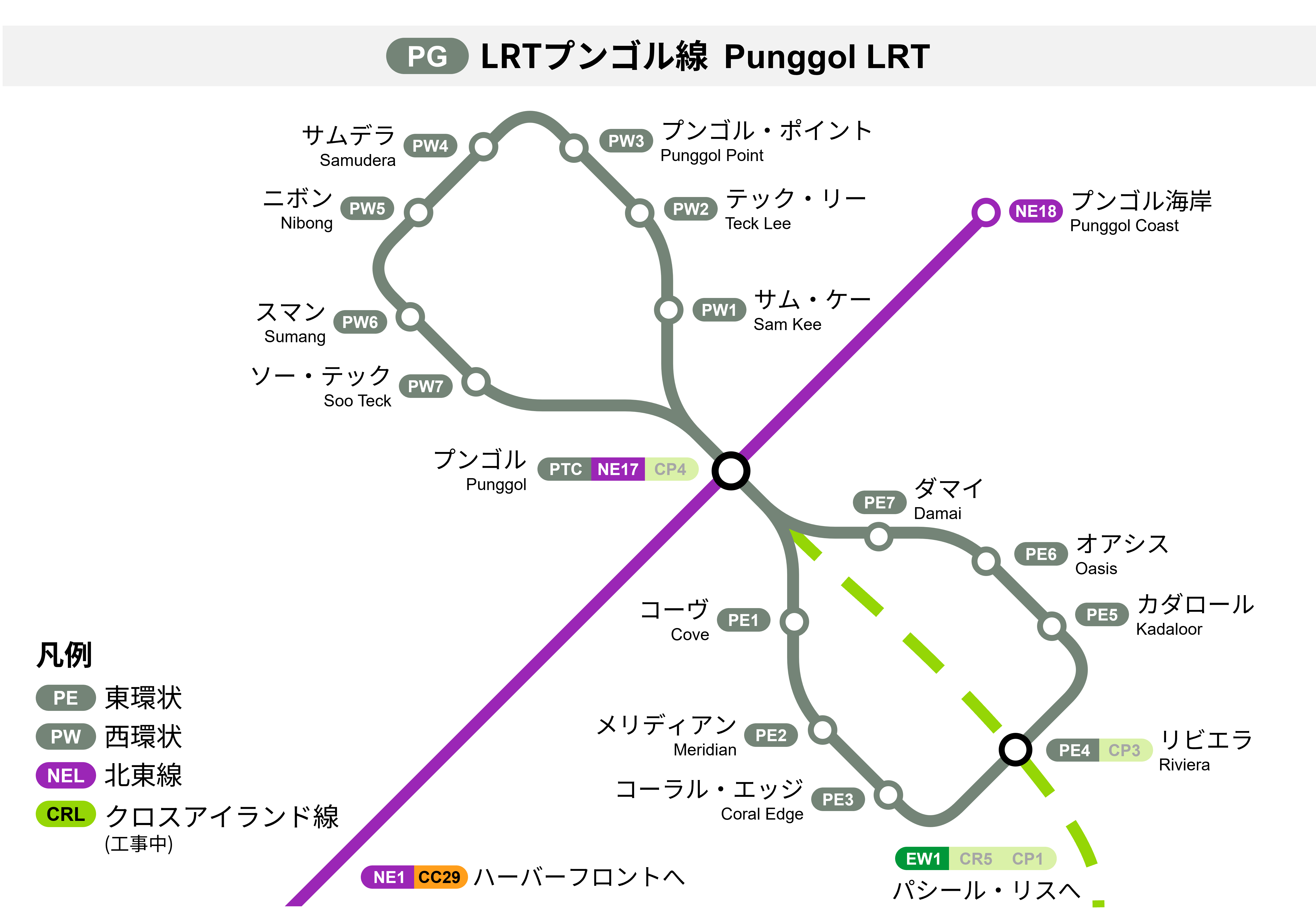

| 駅番号           | 駅名                 | 駅名          | 駅名         | 駅名     | 営業キロ | 接続路線・備考 |
| 駅番号           | 日本語               | 英語          | 簡体字中国語 | タミル語 | 営業キロ | 接続路線・備考 |
| ---------------- | -------------------- | ------------- | ------------ | -------- | -------- | -------------- |
| PTC              | プンゴル駅           | Punggol       | 榜鵝         | பொங்கோல்     |          | NE17 北東線    |
| プンゴル東環状線 |                      |               |              |          |          |                |
| PE1              | コーヴ駅             | Cove          | 海湾         | கோவ்       |          |                |
| PE2              | メリディアン駅       | Meridian      | 丽园         | மெரிடியன்    |          |                |
| PE3              | コーラル・エッジ駅   | Coral Edge    | 珊瑚         | கோரல் எட்ஜ்  |          |                |
| PE4              | リビエラ駅           | Riviera       | 里维拉       | றிவியாரா     |          |                |
| PE5              | カダロール駅         | Kadaloor      | 卡达鲁       | கடலூர்     |          |                |
| PE6              | オアシス駅           | Oasis         | 绿洲         | ஓய்கிஸ்     |          |                |
| PE7              | ダマイ駅             | Damai         | 达迈         | தாமி       |          |                |
| プンゴル西環状線 |                      |               |              |          |          |                |
| PW1              | サム・ケー駅         | Sam Kee       | 三记         | ஸம் கீ     |          |                |
| PW2              | テック・リー駅       | Teck Lee      | 德利         | டெக் லீ     | 未開業   |                |
| PW3              | プンゴル・ポイント駅 | Punggol Point | 榜鹅坊       | பொங்கோல் பொஇன் |          |                |
| PW4              | サムデラ駅           | Samudera      | 山姆         | ஸமுதெரா     |          |                |
| PW5              | ニボン駅             | Nibong        | 尼蒙         | நிபொங்      |          |                |
| PW6              | スマン駅             | Sumang        | 苏芒         | ஸுமாங்      |          |                |
| PW7              | ソー・テック駅       | Soo Teck      | 树德         | ஸூ டெக்     |          |                |